# Borawski (herb szlachecki)
Borawski – polski herb szlachecki, odmiana herbu Cholewa

## Opis herbu
Opis zgodnie z klasycznymi regułami blazonowania:
W polu czerwonym pomiędzy dwoma klamrami srebrnymi barkami do siebie miecz ostrzem na dół. 
W klejnocie nad hełmem w koronie topór srebrny ze złotym drzewcem prosto stojący.

## Najwcześniejsze wzmianki
Nieznany początek odmiany. Zbigniew Leszczyc pisze: Borawski, Mazowsze, Wizna 1461, Ruś 1761 r. Umieszczeni 1782 r. w spisach szlachty galicyjskiej. Borawscy mają w hełmie srebrny topór o złotej rękojeści.

## Herbowni
Borawski.